# زیردریایی یو-۳۴۳
زیردریایی یو-۳۴۳ (به انگلیسی: German submarine U-343) یک زیردریایی بود که طول آن ۶۷٫۱ متر (۲۲۰ فوت ۲ اینچ) بود. این زیردریایی در سال ۱۹۴۲ ساخته شد.